# Чива (автобус)

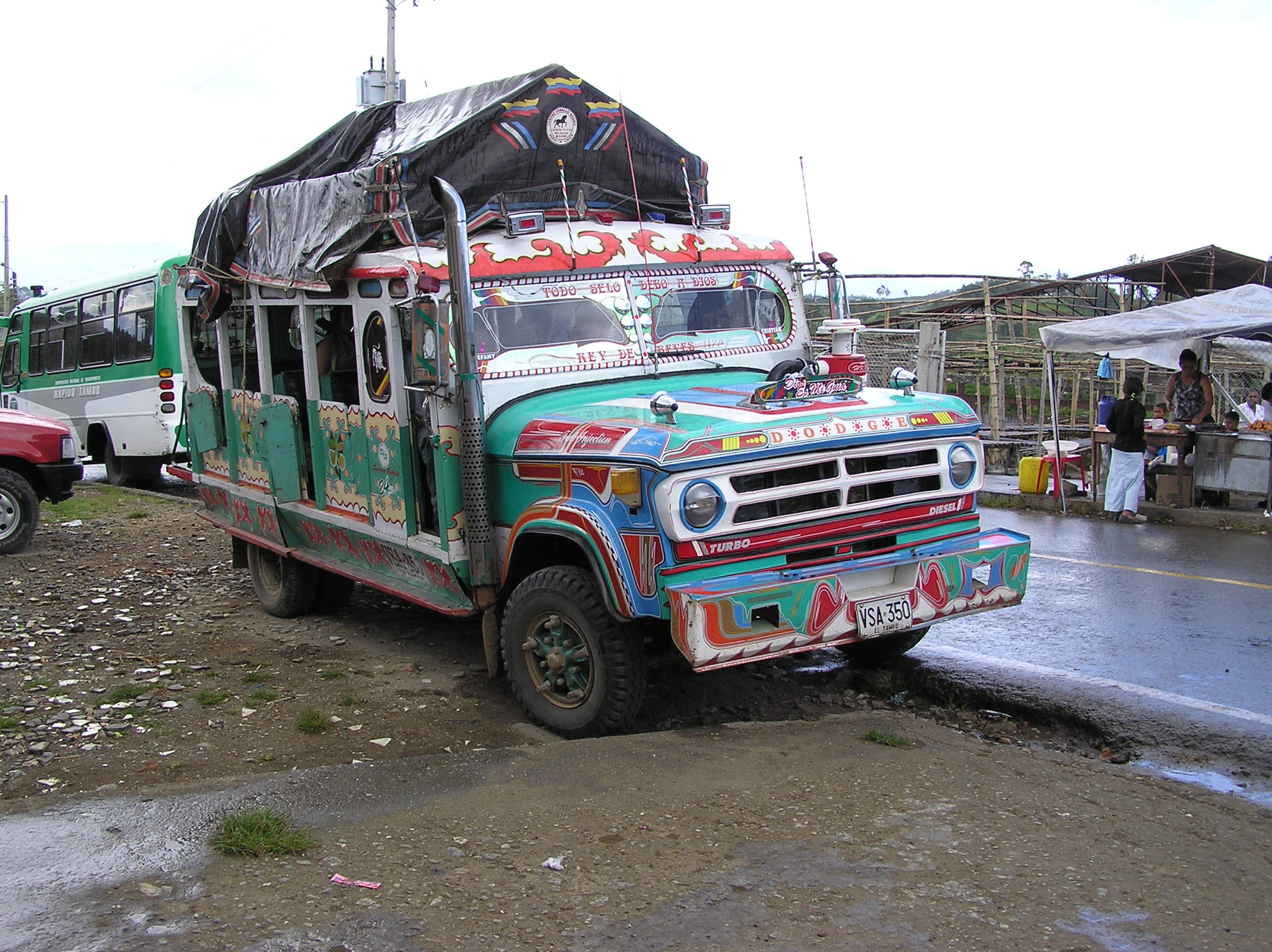
«Чива для сельской местности» (Вид спереди).

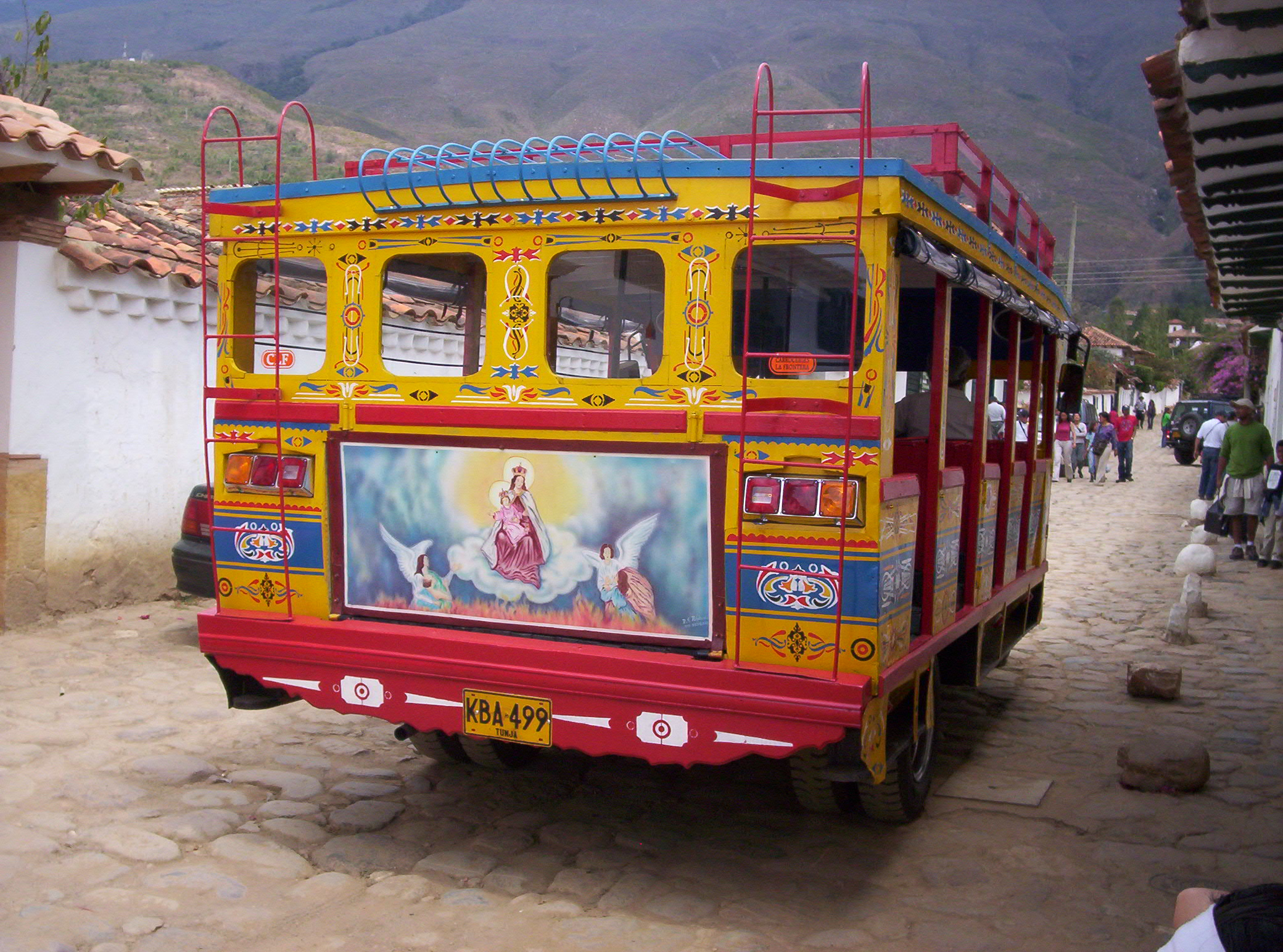
«Чива туристический» (вид сзади).

«Чи́ва» (исп. chiva, дословно «коза»), известные также как «escalera» (с исп. — «лестница»), — типичные сельские автобусы в Колумбии. Они хорошо адаптированы для местного ландшафта (учитывая местность андского региона страны) и служат в качестве основного вида общественного транспорта. Характеризуются яркой раскраской с использованием, в основном, цветов национального флага: желтого, синего и красного. Автобусы могут украшать скульптурные композиции и целые произведения художественного искусства, в основном, на евангельские темы.

## Описание и использование
«Чивы» делаются на основе шасси обычных автобусов. Внутри салона закрепляется два ряда деревянных скамеек, на которых размещаются люди, домашние животные и грузы. Одна сторона автобуса закрыта наглухо и посадка-высадка производятся с другой стороны. Вместо окон — двери. Сзади у автобусов «Чива» имеется лесенка, ведущая на крышу, забранную сеткой, которая также используется для перевозки багажа, а часто и домашних животных и корма для них. Иногда крыша используется и для дополнительных пассажиров, не влезающих в салон, впрочем такой способ не поощряется властями.

## Имена
Владельцы и водители автобусов «Чива» часто дают им разнообразные звучные имена, размещаемые на видных местах. Примером таких имен могут служить: «La consentida» (исп. Согласие), «La andariega» (исп. Скороход), «La siempre fiel» (исп. Всегда верный) и т. д.

## Туристическая достопримечательность
Постепенно «Чивы» становятся не столько видом общественного транспорта для местных жителей, сколько колоритным аттракционом для приезжих туристов. На них часто устраивают шумные экскурсии с участием местных музыкантов и танцами.